# 1910 en Australie
Chronologie de l'Australie
- 1906
- 1907
- 1908
- 1909
- 1910
- 1911
- 1912
- 1913
- 1914

Cette page concerne les évènements survenus en 1910 en Australie  :

## Évènement
- 13 avril : Référendum (en), concernant la constitution.
- 29 avril : Gouvernement Fisher II

## Arts et littérature
- Sortie du roman The Getting of Wisdom (en) de Henry Handel Richardson.
- Publication du roman The Poison of Polygamy (en) dans le quotidien Chinese Times (en) de Melbourne.
- Sortie du film documentaire Marvellous Melbourne (en)
- W. Lister Lister remporte le prix Wynne avec Mid Song of Birds and Insects Murmuring.

## Sport
- Championnat d'Australie de 1910 (en) (football)
- Série inter-États de 1910 (en) (hockey sur glace)

## Naissance
- Alick Downer (en), personnalité politique.
- Ivan Goff, scénariste et producteur.
- James Hamlyn Willis, botaniste.
- Bob Marshall (en), joueur de billard.
- Laurie Nash (en), joueur de cricket.
- Shane Paltridge (en), personnalité politique.

## Décès
- James Cuthbertson (en), enseignant et poète.
- Frederick Matthew Darley (en), magistrat et personnalité politique.
- James Smith (en), journaliste.
- Catherine Helen Spence, enseignante, écrivaine et personnalité politique.
- Charles Todd, astronome et télégraphiste anglais.